# Linda Hamilton
Linda Carroll Hamilton (Salisbury (Maryland), 26 september 1956) is een Amerikaans actrice. Ze werd voor haar rol in de serie Beauty and the Beast zowel in 1988 als 1989 genomineerd voor een Golden Globe en andermaal voor de televisiefilm A Mother's Prayer in 1996. Meer dan vijftien andere acteerprijzen werden haar daadwerkelijk toegekend, waaronder een Saturn Awards voor Beauty and the Beast en Terminator 2: Judgment Day en een Satellite Award voor de televisiefilm The Color of Courage.

## Biografie
Hamilton speelde sinds haar vroege jeugd in toneelstukken in haar woonplaats en omgeving. Na de middelbare school en twee jaar studeren op Washington College stapte ze over naar de toneelschool in New York. Vervolgens speelde Hamilton voornamelijk in televisieseries en televisiefilms totdat ze in 1984 op het witte doek doorbrak als Sarah Connor in The Terminator.
Hierna kreeg Hamilton vaker rollen in voornamelijk het sciencefiction- en horrorgenre. Van 1987 tot 1990 speelde ze in de televisieserie Beauty and the Beast en in 1991 deed ze mee aan het vervolg op The Terminator: Terminator 2: Judgment Day. Hamilton keerde in 2019 ook terug voor het zesde deel in de reeks, getiteld Terminator: Dark Fate.
Hamilton speelt vaak vrouwen die ondanks zware tegenslagen, toch weten te overwinnen.

### Privé
Hamilton trouwde in 1982 met acteur Bruce Abbott, met wie ze in 1989 een zoon kreeg. Het huwelijk eindigde datzelfde jaar. Hamilton kreeg in 1993 samen met regisseur James Cameron een dochter en was van 1997 tot 1999 met hem getrouwd.

## Trivia
- Op Washington College kreeg ze van haar dramaleraar te horen dat ze geen kans had om haar geld te verdienen als actrice.
- Haar tweelingzus Leslie speelde twee scènes voor Linda in Terminator 2: Judgment Day.
- Haar scheiding met James Cameron vanwege zijn affaire met Suzy Amis tijdens het filmen van Titanic, was de op een na duurste scheiding in Hollywood tot die tijd. Ze kreeg bijna $ 50 miljoen.

## Filmografie
- Terminator: Dark Fate (2019)
- Admiral Linda Hanson Bermuda Tentacles (2014)
- Chuck (2010-2011, televisieserie)
- Terminator Salvation (2009 – stem)
- The Kid & I (2005)
- Thief (2006, televisieserie)
- Missing in America (2005)
- Broken (2006 film)
- Smile (2005)
- Jonah (2004)
- Wholey Moses (2003)
- Silent Night (2002, televisiefilm)
- Bailey's Mistake (2001, televisiefilm)
- A Girl Thing (2001, televisieserie)
- Sex & Mrs. X (2000, televisiefilm)
- Skeletons in the Closet (2000)
- Batman Beyond: The Movie (1999, televisiefilm – stem)
- The Secret Life of Girls (1999)
- The Color of Courage (1999, televisiefilm)
- Point Last Seen (1998, televisiefilm)
- Hercules: The Animated Series (1998, televisieserie – stem)
- Rescuers: Stories of Courage: Two Couples (1998, televisiefilm)
- Robots Rising (1998, televisiefilm)
- On the Line (1998, televisiefilm)
- Dante's Peak (1997)
- Shadow Conspiracy (1997)
- T2 3-D: Battle Across Time (1996)
- Separate Lives (1995)
- A Mother's Prayer (1995, televisiefilm)
- The Way to Dusty Death (1995, televisiefilm)
- Silent Fall (1994)
- Terminator 2: Judgment Day (1992, computerspel, stem)
- Terminator 2: Judgment Day (1991)
- Mr. Destiny (1990)
- Go Toward the Light (1988, televisiefilm)
- Beauty and the Beast (1987, televisieserie)
- Catherine Chandler (1987-1989)
- King Kong Lives (1986)
- Club Med (1986, tv)
- Black Moon Rising (1986)
- Secret Weapons (1985, televisiefilm)
- The Terminator (1984)
- The Stone Boy (1984)
- Children of the Corn (1984)
- Secrets of a Mother and Daughter (1983, tv)
- Wishman (1983, tv)
- King's Crossing (1982, televisieserie)
- Country Gold (1982, televisiefilm)
- Tag: The Assassination Game (1982)
- Secrets of Midland Heights (1980-1981, televisieserie)
- Rape and Marriage: The Rideout Case (1980, televisiefilm)
- Reunion (1980, televisiefilm)